# العلاقات الكوبية الموزمبيقية
العلاقات الكوبية الموزمبيقية هي العلاقات الثنائية التي تجمع بين كوبا وموزمبيق.

## مقارنة بين البلدين
هذه مقارنة عامة ومرجعية للدولتين:
| وجه المقارنة                                              | كوبا                              | موزمبيق          |
| --------------------------------------------------------- | --------------------------------- | ---------------- |
| المساحة (كم2)                                             | 109.88 ألف                        | 801.59 ألف       |
| عدد السكان (نسمة)                                         | 11.48 مليون                       | 29.67 مليون      |
| الكثافة السكانية (ن./كم²)                                 | 104.48                            | 37.01            |
| العاصمة                                                   | هافانا                            | مابوتو           |
| اللغة الرسمية                                             | اللغة الإسبانية                   | اللغة البرتغالية |
| العملة                                                    | بيزو كوبي، بيزو كوبي قابل للتحويل | متكال موزمبيقي   |
| الناتج المحلي الإجمالي (بليون دولار)                      | 87.13 مليار                       | 12.33 مليار      |
| الناتج المحلي الإجمالي (تعادل القوة الشرائية) بليون دولار |                                   | 33.35 مليار      |
| الناتج المحلي الإجمالي الاسمي للفرد دولار أمريكي          |                                   | 529              |
| الناتج المحلي الإجمالي للفرد دولار أمريكي                 |                                   | 1.13 ألف         |
| مؤشر التنمية البشرية                                      | 0.769                             | 0.416            |
| رمز المكالمات الدولي                                      | +53                               | +258             |
| رمز الإنترنت                                              | .cu                               | .mz              |
| المنطقة الزمنية                                           | 00                                | ت ع م+02:00      |

## منظمات دولية مشتركة
يشترك البلدان في عضوية مجموعة من المنظمات الدولية، منها:
| علم المنظمة | اسم المنظمة                                 | تاريخ انضمام كوبا | تاريخ انضمام موزمبيق |
| ----------- | ------------------------------------------- | ----------------- | -------------------- |
|             | الاتحاد البريدي العالمي                     | ?                 | ?                    |
|             | منظمة حظر الأسلحة الكيميائية                | ?                 | ?                    |
|             | منظمة التجارة العالمية                      | ?                 | ?                    |
|             | الأمم المتحدة                               | 24 أكتوبر 1945    | 16 سبتمبر 1975       |
|             | منظمة الشرطة الجنائية الدولية               | ?                 | ?                    |
|             | مجموعة دول أفريقيا والكاريبي والمحيط الهادئ | ?                 | ?                    |
|             | المنظمة الهيدروغرافية الدولية               | ?                 | ?                    |
|             | الاتحاد الدولي للاتصالات                    | 16 يناير 1918     | 4 نوفمبر 1975        |
|             | يونسكو                                      | 29 أغسطس 1947     | 11 أكتوبر 1976       |

## وصلات خارجية
- موقع وزارة الخارجية الكوبية
- موقع وزارة الخارجية الموزمبيقية